# Julius Caesar Alford
Julius Caesar Alford (* 10. Mai 1799 in Greensboro, Greene County, Georgia; † 1. Januar 1863 bei Montgomery, Alabama) war ein US-amerikanischer Politiker. Zwischen 1839 und 1841 vertrat er den Bundesstaat Georgia im US-Repräsentantenhaus.

## Werdegang
Julius Alford besuchte die öffentlichen Schulen seiner Heimat. Nach einem anschließenden Jurastudium und seiner Zulassung als Rechtsanwalt begann er in LaGrange in diesem Beruf zu arbeiten. Außerdem war er als Pflanzer tätig. Er war Sklavenhalter.
Gleichzeitig schlug er eine politische Laufbahn ein. Er wurde Abgeordneter im Repräsentantenhaus von Georgia und schloss sich der Bewegung gegen Präsident Andrew Jackson an. In den 1830er Jahren wurde er Mitglied der Whig Party. Im Jahr 1836 nahm er an einem Feldzug gegen die Creek-Indianer teil.
Nach dem Rücktritt des Kongressabgeordneten George W. Towns wurde Alford bei der fälligen Nachwahl für den siebten Sitz von Georgia als dessen Nachfolger in das US-Repräsentantenhaus in Washington, D.C. gewählt, wo er am 2. Januar 1837 sein neues Mandat antrat. Bis zum 3. März desselben Jahres konnte er nur die laufende Legislaturperiode im Kongress beenden, weil er bei den regulären Wahlen im Jahr 1836 nicht bestätigt worden war. Bei den Kongresswahlen des Jahres 1838 wurde Alford dann im dritten Wahlbezirk von Georgia erneut in das US-Repräsentantenhaus gewählt, wo er am 4. März 1839 die Nachfolge von Jesse Franklin Cleveland antrat. Nach einer Wiederwahl im Jahr 1841 konnte er bis zu seinem Rücktritt am 1. Oktober 1841 im Kongress verbleiben.
Nach seinem Ausscheiden aus dem Repräsentantenhaus zog Alford zunächst nach Tuskegee und später in die Nähe von Montgomery in Alabama, wo er eine Plantage bewirtschaftete. Im Jahr 1852 war er Delegierter zur Union Convention in Montgomery. 1855 strebte er erfolglos eine Rückkehr in den Kongress an. Zwischenzeitlich praktizierte Alford wieder als Anwalt. Im Jahr 1861 nahm er als Delegierter an der Versammlung teil, die den Austritt des Staates Alabama aus der Union beschloss. Julius Alford starb am 1. Januar 1863 auf seiner Plantage bei Montgomery; dort wurde er auch beigesetzt.